# Okres Ostróda
Okres Ostróda (polsky Powiat ostródzki) je okres v polském Varmijsko-mazurském vojvodství. Rozlohu má 1766 km² a v roce 2019 zde žilo 104 151 obyvatel. Sídlem správy okresu je město Ostróda.

## Gminy
Městská:
- Ostróda

Městsko-vesnické:
- Miłakowo
- Miłomłyn
- Morąg

Vesnické:
- Dąbrówno
- Grunwald
- Łukta
- Małdyty
- Ostróda

## Města
- Miłakowo
- Miłomłyn
- Morąg
- Ostróda

## Sousední okresy
| Růžice kompasu | Sztum                 | Elbląg        | Lidzbark Warmiński | Růžice kompasu |
| Růžice kompasu | Iława                 | Sever         | Olsztyn            | Růžice kompasu |
| Růžice kompasu | Iława                 | Okres Ostróda | Olsztyn            | Růžice kompasu |
| Růžice kompasu | Iława                 | Jih           | Olsztyn            | Růžice kompasu |
| Růžice kompasu | Nowe Miasto Lubawskie | Działdowo     | Nidzica            | Růžice kompasu |